# Hønefoss
Hønefoss è una località norvegese della contea di Buskerud, al centro della municipalità di Ringerike. Nel 1852 Hønefoss divenne un paese indipendente e fu separato da Norderhov. Ha celebrato il 150º anno della cittadina nel 2002. Nel 1964 Hønefoss cessò di essere una municipalità separata e divenne parte di Ringerike.
La città si trova a nord del lago Tyrifjorden, dove il fiume Begna forma la cascata di Hønefossen, che danno alla città il suo nome. Hønefoss è un centro industriale dell'Østlandet interno e contiene diverse fabbriche e altre industrie. Al 1º gennaio del 2007 Hønefoss contava 13 930 abitanti.
Hǿnefoss ha visto i natali del saltatore con gli sci Anders Jacobsen e del biatleta Frode Andresen.

## Economia
Hønefoss ospita diverse fabbriche e industrie, con la cartiera Norske Skog Follum che ha avuto un impatto significativo sul paese. La cartiera, aperta nel 1873 è una dei più grandi produttori di carta di giornale in Europa.

## Cultura
Il Ringerikes Blad è un giornale regionale che copre l'attualità di Ringerike, Hole e Jevnaker. Fondato nel 1845 il giornale viene pubblicato quotidianamente ad Hønefoss. Dal 2006 ha una diffusione giornaliera di 12 684 copie.

## Infrastrutture e trasporti
Hønefoss è collegata a Bergen, Drammen, Oslo dalla ferrovia Bergensbanen e a Gjøvik dalla ferrovia Gjøvikbanen. La Strada Europea E16 attraversa Hønefoss nel suo percorso da Oslo a Bergen.

## Sport
La città conta un club, l'Hønefoss BK.